# Dunnington (microprocesseur)
Pour les articles homonymes, voir Dunnington.
Le microprocesseur Dunnington est un processeur conçu et fabriqué par Intel, possédant quatre ou six cœurs (rassemblés par couples), appartenant à la famille Penryn. Tous les modèles du microprocesseur Dunnington sont dans la gamme Xeon, et sont destinés à fonctionner en multiprocesseur avec jusqu'à quatre processeurs en parallèle, ce qui permet des machines équipées de 24 cœurs.

## Description
Contrairement à ses prédécesseurs (Tigerton, Harpertown ...), il possède une mémoire cache L3 partagée entre tous les cœurs, caractéristique reprise ensuite par la microarchitecture Nehalem. La communication entre les cœurs ne se fait donc plus à travers le FSB, ce qui permet un gain de rapidité. En revanche, comme chez ses prédécesseurs, les cœurs sont rassemblés en couples, chaque couple partageant un même cache L2.
Sa commercialisation débute en septembre 2008.
Il se connecte sur un Socket 604.

## Les modèles de Dunnington
| Modèle       | Nb. cœurs | Nb. max proc. | Fréquence | Cache L1   | Cache L2  | Cache L3 | Mult. | Tension | TDP   | FSB       | Référence | Commercialisation |
| ------------ | --------- | ------------- | --------- | ---------- | --------- | -------- | ----- | ------- | ----- | --------- | --------- | ----------------- |
| Xeon - X74xx |           |               |           |            |           |          |       |         |       |           |           |                   |
| X7460        | 6         | 4             | 2,66 GHz  | 6 × 64 kio | 3 × 3 Mio | 16 Mio   | ×10   |         | 130 W | 1066 MT/s |           | 2d sem. 2008      |
| Xeon - E74xx |           |               |           |            |           |          |       |         |       |           |           |                   |
| E7458        | 6         | 4             | 2,40 GHz  | 6 × 64 kio | 3 × 3 Mio | 16 Mio   | ×9    |         | 95 W  | 1066 MT/s |           |                   |
| E7450        | 6         | 4             | 2,40 GHz  | 6 × 64 kio | 3 × 3 Mio | 12 Mio   | ×8    |         | 95 W  | 1066 MT/s |           | 2d sem. 2008      |
| E7440        | 4         | 4             | 2,40 GHz  | 4 × 64 kio | 2 × 3 Mio | 12 Mio   | ×9    |         | 80 W  | 1066 MT/s |           | 2d sem. 2008      |
| E7430        | 4         | 4             | 2,13 GHz  | 4 × 64 kio | 2 × 3 Mio | 12 Mio   | ×8    |         | 80 W  | 1066 MT/s |           | 2d sem. 2008      |
| E7420        | 4         | 4             | 2,13 GHz  | 4 × 64 kio | 2 × 3 Mio | 8 Mio    | ×9    |         | 80 W  | 1066 MT/s |           | 2d sem. 2008      |
| Xeon - L74xx |           |               |           |            |           |          |       |         |       |           |           |                   |
| L7455        | 6         | 4             | 2,13 GHz  | 6 × 64 kio | 3 × 3 Mio | 12 Mio   | ×8    |         | 65 W  | 1066 MT/s |           | 2d sem. 2008      |
| L7445        | 4         | 4             | 2,13 GHz  | 4 × 64 Kio | 2 × 3 Mio | 8 Mio    | ×8    |         | 50 W  | 1066 MT/s |           | 2d sem. 2008      |